# Pristiceros uchidai
Pristiceros uchidai är en stekelart som beskrevs av Kusigemati 1986. Pristiceros uchidai ingår i släktet Pristiceros och familjen brokparasitsteklar. Inga underarter finns listade i Catalogue of Life.